# 幸三郎ウェディンググループ
幸三郎ウェディンググループは、日本の福井県福井市に拠点を置く貸衣装店。ウェディングドレスや和装のレンタル業をはじめ、結婚式場や写真撮影・映像制作なども手がける。レンタル業は、ウェディングドレス、タキシード、着物など婚礼衣装をレンタルしている。また、式場や式場紹介所、写真スタジオや花屋がある。

## グループ会社
- ローズガーデン
- ロイヤルグレース大聖堂
- ローズカフェ　フレンチ＆スイーツ
- リストランテ　アッティモ
- 幸三郎ウェディング
- ララプリマドンナ
- カリヨン福井
- 着物姫
- ビジュアルファクトリー
- ローズローザフラワーズ

## 沿革
創設者である岩本幸三郎は1938年1月7日、福井市で6人兄弟の3番目、次男として生まれる。幸三郎22才の時に、福井市中央1丁目に「岩本呉服店　駅前店」創業する。1970年、福井市宝永4丁目に移転。
岩本家の歴史は江戸時代まで遡り、こんにゃく屋、質屋、古着屋、呉服商と多種多様の商売を営んできた。現在は会長として第一線を退き、2代目社長である岩本吉生が引き継ぎ、幸三郎ウェディンググループとして展開する。
- 1960年2月 -「岩本貸衣裳店」設立
- 1999年4月 - ドレスショップ「幸三郎ウェディイング」に改名。式場紹介センター「ララプリマドンナ」設立。写真「ブライダルファクトリー」設立
- 2004年8月 - ゲストハウス「フラワーガーデン」設立。フラワーショップ「ローズローザフラワーズ」オープン
- 2006年
  - 2月 - ゲストハウス「ローズガーデン」に改名
  - 6月 - レストラン「ローズカフェ　フレンチ＆スイーツ」オープン
- 2007年7月 - 式場紹介センター「カリヨン福井」設立
- 2008年1月 - 写真映像「ビジュアルファクトリー」設立
- 2013年11月 - ゲストハウス「ロイヤルグレース大聖堂」オープン
- 2015年9月 - 東京レストラン＆ウェディング「フェメゾン」オープン
- 2016年12月 - 着物姫サイト設立